# Noblella duellmani
Noblella duellmani es una especie de anfibio anuro de la familia Strabomantidae. Es  endémica de Perú.